# Irendyk
L'Irendyk (en russe : Иренды́к ; en bachkir : Ирәндек) est un massif montagneux ouralien à l'est et au sud-est de la Bachkirie (fédération de Russie) et au sud des monts Ilmen.

## Toponyme
D'après le marqueur phonétique end, ce toponyme provient du dialecte oriental du bachkir, mais il est difficile d'en expliquer la signification à cause de l'évolution moderne de la langue. Il existe une étymologie populaire et légendaire, selon laquelle le héros Oumyrzak, trompé par le bey (ou baï en bachkir), a compris comment descendre de la montagne et en arrivant dans la vallée s'est écrié : « maintenant nous avons appris ! » (en bachkir : œrendek!).

## Géographie

### Situation, topographie
L'Irendyk s'étend sur 135 kilomètres de longueur et 10 à 20 kilomètres de largeur. Son point culminant est le Kouzgountach à 978 mètres d'altitude.

### Hydrographie
Le massif est parsemé de lacs et de rivières. C'est dans la partie occidentale que se trouvent le lac Grafskoïe et la « perle de l'Oural », le lac Talkas (4 km2), dans le raïon de Baïmak. La cascade Gadelcha (ou cascade d'Ibrahim) est fameuse dans la région. Elle tombe à 800 mètres[pas clair]. Les rivières Tanalyk (225 km de longueur), Khoudolaz (71 km) et Grand Kizil (172 km) prennent leur source sur les pentes de l'Irendyk.

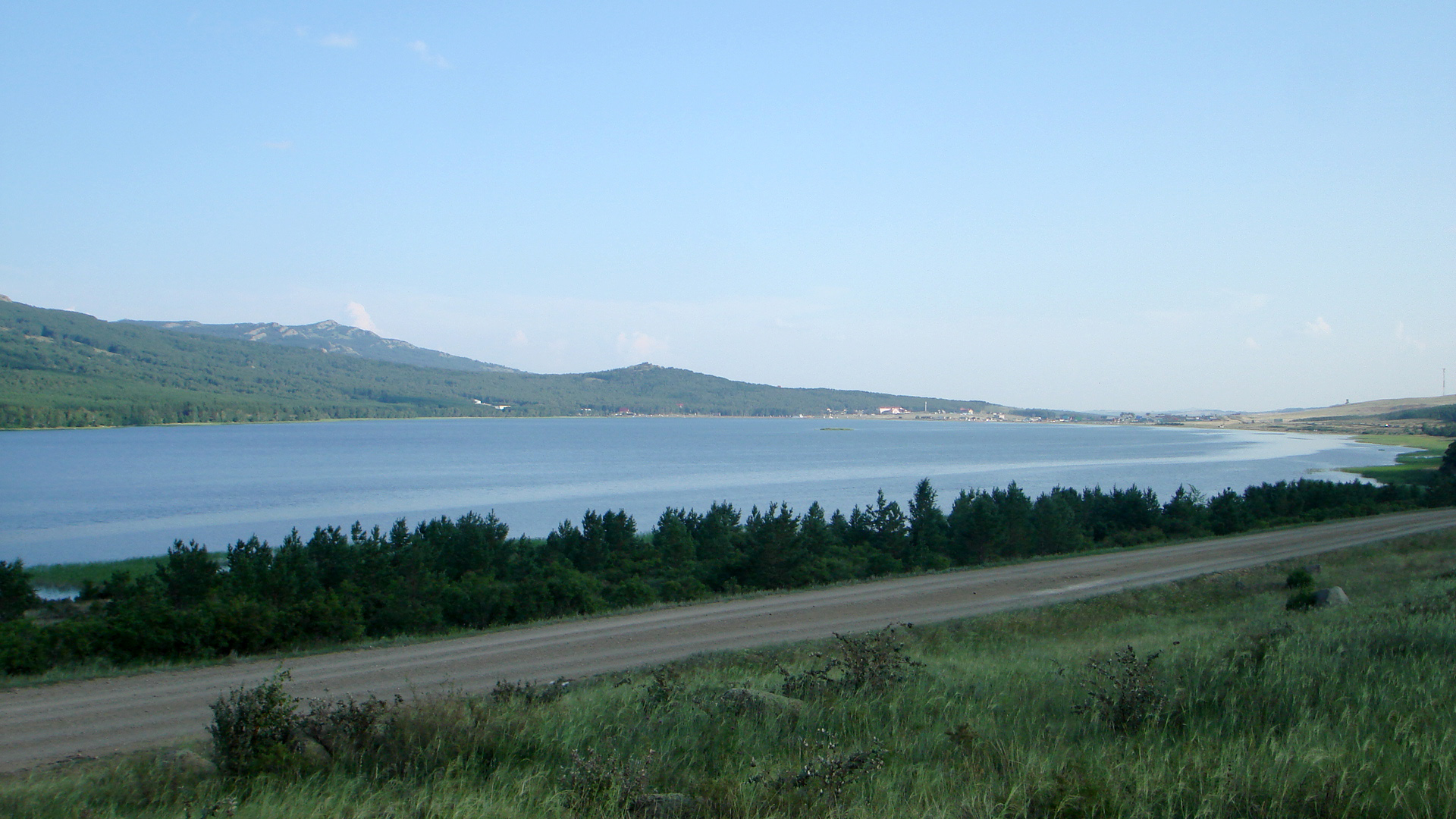
Vue du lac Talkas avec les montagnes de l'Irendyk

### Géologie
Le massif est composé de roches métamorphiques, de porphyrite, de diabase, ainsi que de calcaire et, au nord, de roches volcaniques dévoniennes. D'un point de vue géotectonique, il est rattaché à l'anticlinorium de Baïmak.

### Faune et flore
La partie septentrionale du massif est recouverte de forêts de taïga, la partie méridionale de végétation steppique, de fétuques (comme Festuca valesiaca) et de stipes.